# Theodor Lavi
Theodor Lavi sau Theodor Löwenstein-Lavi (n. Theodor Löwenstein; 1905 - 1983) a fost un jurnalist și istoric israelian și român, activist sionist evreu din România, ca formație psiholog și pedagog.  A fost unul din ideologii sionismului din România. După ce a fost deținut câțiva ani în închisorile comuniste, în 1957 s-a stabilit în Israel.   

## Biografie

### Copilărie și tinerețe
Theodor Löwenstein s-a născut în 1905 la Turnu Severin. A fost numit Theodor în amintirea lui Theodor Herzl, întemeietorul sionismului. După studii liceale în orașul natal, a studiat psihologia și a terminat în 1935 doctoratul în pedagogie la Facultatea de litere și filozofie a Universității din București. 
A scris teza de doctorat în psiho-pedagogie, sub îndrumarea profesorului George G.Antonescu.

### Activitatea în România
În perioada interbelică Theodor Löwenstein a scris în presa evreiască și cea literară românească, uneori sub pseudonimele Liviu Theodoru sau Beniamin Levi. Debutul în presa evreiască l-a făcut în anul 1920 în publicația Mântuirea. În acel an a aderat la organizația sionistă de tineret Ha-Talmid (Elevul), iar în 1923 la asociația studenților sioniști Hasmonea și a devenit redactorul buletinului acesteia.În 1924 a vizitat prima dată Palestina (Țara Israel).
În anii 1927 - 1929, a fost redactorul șef al publicației Știri din lumea evreiască și până în 1939, redactor șef al revistei 'Hasmonaea'. Löwenstein a colaborat și la reviste literare  precum  „Adam", „"Știri literare" „Vremea", „Cuvântul liber" ‏și  „Ecoul evreiesc" ,  a publicat articole de critică literară, eseuri in domeniul esteticii, articole politice.  A lucrat și ca director al unei școli evreiești la Botoșani, apoi, până în 1940 a fost director al Școlii evreiești Luca Moise din Ploiești. 
În 1940 Löwenstein a publicat lucrarea „Școala evreiască din perspectiva pedagogică” în care a subliniat însemnătatea educației evreiești pentru reușita sionismului.
Wilhelm Filderman l-a numit director al Institutului de îndrumare profesională de pe lângă Uniunea Evreilor Pământeni. În acea perioadă, Lavi a urmat un curs de istoria poporului evreu cu rabinul șef Iacob Ițhak Niemirower și un seminar despre metodologia cercetării istoriei evreilor cu rabinul Haim Brezis. 
În urma creșterii ostilității antisemite la Ploiești, familia sa, și apoi Löwenstein însuși, s-au mutat la București unde a condus o vreme scurtă, o școală a comunității evreiești.

### Anii celui de-al Doilea Război Mondial
În timpul prigoanei din timpul dictaturii militare-fasciste (1940-1944) Löwenstein a predat istoria evreilor la Colegiul Onescu organizat de intelectuali evrei la București, după ce s-a interzis accesul evreilor la instituțiile de învățământ românesc.

### Activitatea de autor în România
În 1934 Lowenstein a publicat în românește cartea Istoria sionismului, lucrare care a fost republicată în 1945. De asemenea, a publicat cu Nahum Kitzler culegerea  de articole „Israel între popoare:contribuția evreilor în toate domeniile de activitate” (1939) și o monografie despre Theodor Herzl, publicată în 1945.

### După august 1944
Dupa lovitura de stat din 23 august 1944 Organizația Sionistă,interzisă din 1942, a devenit din nou legală, iar Löwenstein a redevenit membru al Comitetului Executiv Sionist din România, din partea fracțiunii socialiste sioniste Ihud, precum și director al departamentului învătământului și culturii. El a înfiintat editura Bikurim, iar în 1946 a participat la al XXII-lea Congres Sionist la Basel.
În anii 1944-1948 Löwenstein a redactat revista „Viața evreiască” care a fost ulterior închisă de regimul dictatorial comunist.
La începutul anilor 1950, el a fost arestat pentru activitatea sionistă și a fost deținut între 1950-1955 în mai multe închisori comuniste, intre care Jilava.
După ce a fost pus în libertate, în 1957 a emigrat în Israel, unde și-a ebraizat numele de familie în Laví (ceea ce înseamnă „leu”).
Perioada persecuțiilor antisioniste și a detenției în România a descris-o în cartea "N-a fost pisica neagră" pe care a publicat-o în 1968 la Ierusalim. 
Laví a activat ca cercetător la Yad Vashem, institutul pentru studierea Holocaustului, unde a publicat lucrări de documentare de referință, între care Yahadut Romania be-Ma-avak el Hazzalatah (Evreimea română în lupta pentru salvarea sa), (1965).
O bibliografie adnotată a tuturor scrierilor lui Theodor Lavi a fost redactată la Centrul Bentzion Dinur de Cercetare a Istoriei evreilor de pe lângă Universitatea Ebraică din Ierusalim.

### Anii celui de-al Doilea Război Mondial
În timpul prigoanei din timpul dictaturii antonesciene (1940-1944)   
În 1941 a fost ales în comitetul executiv sionist din România, ca reprezentant al „Palestinei muncitoare” și a îndeplinit funcția de director al departamentului învățământului și culturiiÎn această calitate, a organizat cursuri pentru potențiali emigranți în Palestina pentru a-i ajuta la integrarea în țara lor viitoare.
În aprilie 1942 comitetul executiv sionist l-a însărcinat să fie directorul departamentului școlilor, culturii și educației fizice în cadrul Centralei Evreiești înființate de regimul Antonescu. Löwenstein a făcut tot posibilul pentru a crea școli pentru copiii evrei din toate categoriile de vârstă. În august 1942, sub presiunea oamenilor ambasadei Germaniei la București, a fost silit să demisioneze și a început să predea istoria evreilor la Colegiul Onescu, care fusese organizat de intelectuali evrei la București, după ce s-a interzis accesul evreilor la instituțiile de învățământ românesc.

### Activitatea de autor în România
În 1934 Lowenstein a publicat în românește cartea Istoria sionismului, lucrare care a fost republicată în 1945. De asemenea, a publicat cu Naum Kitzler culegerea  de articole „ Israel în lume: Contribuția evreilor în toate domeniile de activitate  (1939) și o monografie despre Theodor Herzl, publicată în 1945.

### Viața și activitatea în Israel
În Israel Theodor Lavi a predat istoria evreilor și filozofia la Universitatea Ebraică din Ierusalim.
În 1960 s-a numărat printre martorii acuzării în procesul lui Adolf Eichmann.
A scris numeroase articole istorice, în calitatea de cercetător la Institutul Yad Vashem, o parte din ele, împreună cu elevul său, Jean Ancel.   
El a fondat în cadrul Universității Ebraice un Centru de cercetare al istoriei evreilor din România. 
După pensionare,  Lavi a continuat să lucreze benevol la Centrul de cercetare a istoriei evreilor din România si a creat o colecție de publicații, documente și scrisori.                                                                                                                                                                        
Vreme de mai mulți ani, în anii 1970, el a editat revista „Toldot” al cărui prim număr a fost consacrat atitudinii lui Mircea Eliade față de evrei.

### După august 1944
În anii 1944-1948, Lowenstein-Lavi a redactat revista „Viața evreiască”
A activat ca cercetător la Yad Vashem, institutul pentru studierea Holocaustului, unde a publicat lucrări de documentare de referință, între care Yahadut Romania beMaavak al Hatzalatá (Evreimea română în lupta pentru salvarea sa), (1965).
O bibliografie adnotată a tuturor scrierilor lui Theodor Lavi a fost redactată la Centrul Bentzion Dinur de Cercetare a Istoriei evreilor de pe lângă Universitatea Ebraică din Ierusalim.

## In memoriam
- O stradă în Ierusalim îi poartă numele.

## Figura lui Lavi în media artistică
Lavi este evocat ca profesorul Sarid în romanul ebraic Sodot (Secrete) al scriitoarei Corina Hasoferet.

## Cărți
- 1929  Școala și orientarea profesională
- 1931 - Corelația între obiectele de învățământ în școala primară

(teza de doctorat în pedagogie)
- 1935 -  Elemente de pedagogie sexuală.Psihologia și pedagogia adolescenței
- 1934 Istoria mișcării și organizației sioniste : prefață de Avram Leib Zissu.(Istoria sionismului)
- 1939 -  Israel in lume.Contribuția evreilor la toate domeniile de activitate  cu Naum Kitzler
- 1940 - Antologie sionistă
- 1945 -  Heine trece Rinul
- 1946  Ce vrea poporul evreu?
- 1959  Istoria masacrului evreilor din Basarabia și Transnistria
- 1960 -Eduyot al maavak hayehudim beRomania al zkhuyoteyhem bimei milhemet haolam  (Mărturii despre lupta evreilor din România pentru drepturile lor in zilele Războiului Mondial)
- articole în Enciclopedia Ebraică
- 1979  N-a fost pisica neagră (Amintirile unui Asir Țion din România) editura Teșu Solomovici
- 2012 - Mihaela Gligor și de Miriam Caloianu, Theodor Lavi în corespondență , Presa Culturală Clujeană,Cluj-Napoca